# Swing (colonna sonora)
Swing è la colonna sonora originale dell'omonimo film indipendente del 1999 nel quale la cantautrice britannica Lisa Stansfield si propone anche come attrice interpretando il ruolo della protagonista.
Il disco, uscito lo stesso anno del film su etichetta BMG/Arista, contiene sia inediti firmati Stansfield che cover di classici e brani strumentali, quasi tutto interpretato da lei.
Nel 2003 l'album fu ristampato in versione rimasterizzata e in digipak in edizione deluxe insieme a tutto il catalogo storico della cantante, composto dai 5 album di studio fino ad allora realizzati, ripubblicati sia separatamente con l'aggiunta di alcune bonus track che in un unico box set dal titolo The Complete Collection (la colonna sonora del film Swing, però, non contiene tracce aggiuntive).

## Descrizione
Lo stile dell'album più che allo swing a cui allude il titolo, sembra orientato verso il white soul e l'r'n'b con ampio spazio sia per il sottogenere della ballata sentimentale che per i ritmi cadenzati della Motown, la storica etichetta dalla quale provenivano Stevie Wonder e Aretha Franklin nonché il paroliere Lamont Dozier, che qui scrive il brano intitolato Baby I Need Your Lovin' insieme ad altri due autori famosi, Eddie e Brian Holland. 
Tra i 15 pezzi dell'album quelli di punta sono certamente Mack the Knife, Ain't Nobody Here But Us Chickens e la cover del classico It Ain't What You Do, oltre a Gotta Get on This Train e I Thought That's What You Liked About Me, gli unici due non interpretati dalla Stansfield ma da Georgie Fame, anche se scritti da Lisa e dai suoi collaboratori di sempre, il marito Ian Devaney e Richard Darbyshire. 
Il lavoro include una cover di un'altra coppia storica, George e Ira Gershwin, ovvero Love Is Here to Stay e 3 tracce strumentali composte e suonate dal solo Devaney (i 2 Martin's Theme e Love Theme).

## Successo commerciale
La colonna sonora nel 1999 raggiunse il 6º posto nella classifica jazz degli Stati Uniti, ma non entrò né in quella generale, la cosiddetta Billboard 200, né in altre classifiche di altri Paesi, compresa quella britannica.

## Tracce
Tutti i brani sono interpretati da Lisa Stansfield, tranne il 4º e il 9º (interpretati da Georgie Fame), il 5º, l'8º e il 12º (strumentali, suonati da Ian Devaney).
1. It Ain't What You Do – 2:43 (Sy Oliver/James Young)
2. Ain't Nobody Here But Us Chickens – 2:42 (Kramer/Whitney)
3. Baby I Need Your Lovin' – 3:38 (Brian Holland/Lamont Dozier/Eddie Holland)
4. Gotta Get On This Train – 2:04 (Stansfield/Devaney/Darbyshire)
5. Martin's Theme – 1:24 (Ian Devaney)
6. Why Do We Call It Love – 4:54 (Stansfield/Devaney/Darbyshire)
7. Love Is Here to Stay – 2:43 (George & Ira Gershwin)
8. Love Theme – 1:06 (Ian Devaney)
9. I Thought That's What You Liked About Me – 3:54 (Stansfield/Devaney/Darbyshire)
10. Watch the Birdie – 2:25 (Don Raye/Gene Paul)
11. The Best Is Yet to Come – 2:49 (Cy Coleman/Carolyn Leigh)
12. Martin's Theme (Reprise) – 0:43 (Ian Devaney)
13. Blitzkrieg Baby – 2:38 (Fred Fisher/Doris Fisher)
14. Two Years Too Blue – 3:56 (Stansfield/Devaney/Darbyshire/Mead)
15. Mack the Knife – 3:12 (Kurt Weill)

## Crediti
- Lisa Stansfield: voce, testi e armonie vocali
- Ian Devaney: tastiere, chitarre, produzione e arrangiamenti
- Gavin Harrison, John Wadham, Kevin Whitehead: batteria
- Geoff Gascoyne: basso
- Nigel Mooney, Hugh Buckley: chitarre
- Clarence Clemons, Leo Green, Chris "Snake" Davis, Richie Buckley, Carl Geraghty: sassofono
- Matt Holland, John Thirkell: tromba
- Vicky Brown: violini ed arrangiamenti aggiuntivi
- Stephen McDonnell: tromba ed arrangiamenti aggiuntivi
- Adrian McGovern: tecnico del suono per registrazione e missaggio
- Tim Baxter: assistente tecnico del suono
- Tony Cousins: masterizzazione
- Tommy Manzi: management
- Martin Rhodes: management studio di registrazione
- Jacquie Darbyshire: management personale
- Rachel George: assistente personale

## Classifiche
| Classifica (1999)  | Posizione massima |
| ------------------ | ----------------- |
| Stati Uniti (jazz) | 6                 |